# Saturne dans la fiction

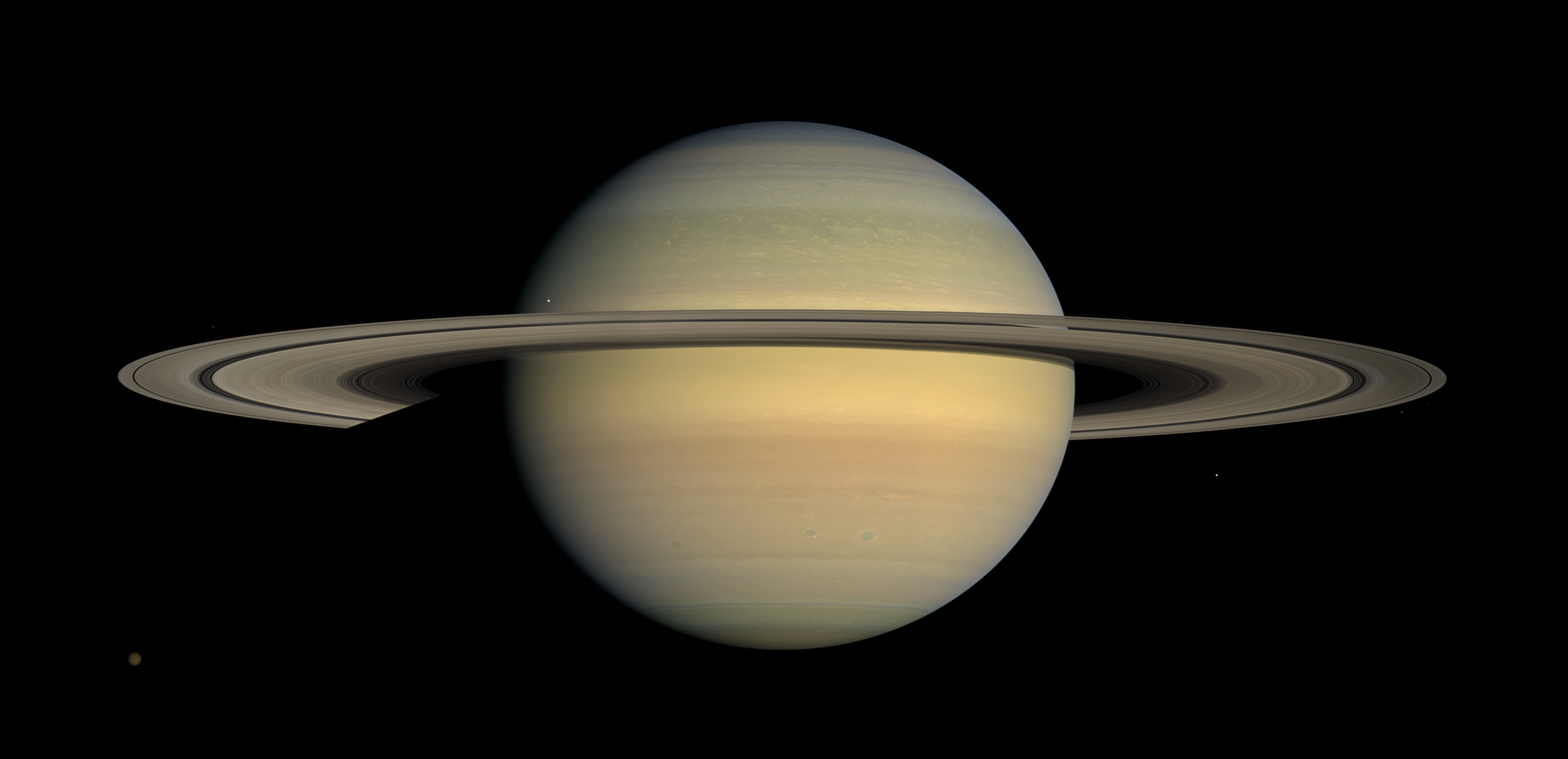
Saturne prise par Cassini.

La planète Saturne est présente dans de nombreuses œuvres de science-fiction. Les premières œuvres utilisaient Saturne elle-même comme le lieu de l'histoire, mais la science moderne a finalement montré que la planète n'avait pas de surface solide et que son atmosphère et sa température sont hostiles à la vie humaine. En conséquence, le système saturnien dans son ensemble, y compris ses anneaux planétaires et son vaste système de lunes, est devenu un cadre plus courant pour la science-fiction.

## Sur Saturne

### Littérature
- Micromégas (1752) de Voltaire. Micromégas, un visiteur extraterrestre venu d'une planète de Sirius arrive sur Saturne (Uranus et Neptune n'étaient alors pas découvertes). Les habitants de Saturne sont des géants de deux kilomètres de hauteur, ayant 72 sens et vivant pour 15 000 ans. Micromégas devient ami avec le secrétaire de l'Académie de Saturne, qui l'accompagne sur Terre.
- Hector Servadac (1877) de Jules Verne. Les aventuriers passent près de Saturne en chevauchant une comète. Le livre décrit que la planète possède 8 satellites et 3 anneaux. La planète est décrite et dessinée comme rocheuse avec une surface solide déserte.
- A Journey in Other Worlds (en) (1894) de John Jacob Astor IV. Des explorateurs humains atteignent Saturne depuis Jupiter (un monde sous forme de jungle tropicale) et trouvent une planète sombre, sèche et mortet. Les habitants de Saturne sont des créatures semblables à des fantômes qui communiquent par télépathie.
- Mythe de Cthulhu de H. P. Lovecraft et al. Saturne est connue sous le nom de Cykranosh.
- Dans Captain Marvel Adventures #1: "The Monsters of Saturn", Saturne est envahie et ses habitants contactent la Terre pour que Captain Marvel puissent les aider.
- La Trilogie de Gaïa de John Varley (Titan, Sorcière et Démon) se déroule dans un tore de Stanford orbitant autour de Saturne.
- Jemm, Son of Saturn (1984). Des villes volantes se situent dans l'atmosphère de la planète.
- Dans Strange Tales #1 (1951) l'histoire "The Strange Men" comporte des êtres venant de la planète Saturne.
- Opération Saturne (1953) de Frank Hampson.
- Dans Journey into Mystery #83 (1962) "The Stone Men From Saturn"
- Il y a de nombreuses références à Saturne dans les Comics Superman
- Saturn Rukh (1997), nouvelle de Robert L. Forward. Les habitants de Saturne vivent dans les nuages d'eau de la planète.
- The Clouds of Saturn (1998), nouvelle de Michael McCollum.
- Accelerando (2005), de Charles Stross. Les humains colonisent l'atmosphère de Saturne.
- Larklight (2006) de Philip Reeve.
- L'Aube de la nuit de Peter F. Hamilton
- 2312 (2012) de Kim Stanley Robinson inclut une séquence où les personnages volent dans l'atmosphère saturnienne.
- La Zone du Dehors (2007) d'Alain Damasio. Roman de science-fiction dans lequel un groupe contestataire tente de rompre la culture orwellienne d'une colonie humaine vivant sur un satellite de Saturne.
- The Taking of Chelsea 426 (2009) de David Llewellyn. Roman appartenant à l’univers de Doctor Who, l’humanité y colonise les nuages de Saturne.
- SaturnRun (2015) de John Sandford.

### Cinéma, télévision et radio
- Betty Boop's Ups and Downs (1932), La planète Saturne achète la Terre et retire son aimant, éliminant la gravité de la Terre.
- Space Patrol (1962), série télévisée de marionnettes. Épisodes "Les anneaux de Saturne" et  "L'arbre miracle de Saturne".
- Dans Star Trek (1966), le colonel Shaun Jeffrey Christopher est identifié comme le chef de la première mission habitée à explorer Saturne.
- Silent Running (1972) se déroule dans un avenir où toute vie végétale sur Terre est éteinte. Seuls quelques spécimens ont été conservés dans une flotte de cargos spatiaux, dont l'un se rend à Saturne.
- L'intrigue de Le Montre qui vient de l'espace (1977) concerne un astronaute dont le corps commence à fondre après avoir été exposé aux radiations lors d'un vol spatial vers Saturne, le poussant à commettre des meurtres et à consommer de la chair humaine pour survivre.
- Le firlm Tim Burton, Beetlejuice (1988), se déroule en partie sur une Saturne fictive, peuplée de vers de sable géants.
- Dans Les Quatre Fantastiques et le Surfer d'argent, Galactus consomme Saturne en route pour consommer la Terre. On voit la planète et les anneaux se dissoudre alors que Galactus, représenté comme une nébuleuse sphérique avec des appendices, est en route vers la Terre.
- Dans la série animée Sailor Moon, l'un des personnages secondaires s'appelle Sailor Saturn.
- Dans le film Interstellar, la NASA envoie quatre astronautes à bord d'un vaisseau spatial appelé Endurance vers Saturne afin de pénétrer dans un trou de ver à côté de la planète afin de trouver une nouvelle planète habitable pour les habitants de la Terre.

### Jeux vidéo
- Dans le jeu de rôle Transhuman Space (2002), l'isotope hélium-3 est récolté dans l'atmosphère de Saturne pour être utilisé dans les réacteurs à fusion.
- Dans le jeu vidéo Galaga: Objectif Terre, Saturne est la deuxième étape du jeu.
- Dans le jeu vidéo Destiny, Oryx gare son Dreadnaught dans les anneaux de Saturne.

## Système saturnien
Cette section répertorie les œuvres de fiction définies dans le système saturnien dans son ensemble, y compris les anneaux. Pour les œuvres se déroulant sur des lunes saturniennes spécifiques, voir Lunes de Saturne dans la fiction et Titan dans la fiction.

### Littérature
- Dans la nouvelle d'Isaac Asimov, La Voie martienne (1952), les colons martiens utilisent un morceau de glace des anneaux de Saturne pour amener de l'eau sur Mars
- Dans la nouvelle version d'Arthur C. Clarke de 2001: L'Odyssée de l'espace (1968), un vaisseau spatial visite le système saturnien. La version cinématographique se déroule dans le système jovien à la place, et le roman suivant 2010: Odyssey deux (1982), suit le film.
- Dans le sixième livre de la série de bandes dessinées Yoko Tsuno, une petite partie de l'action se déroule sur une station spatiale Vinean en orbite autour de Saturne.
- Le roman Saturn (2003) de Ben Bova évoque un vaisseau spatial voyageant vers la planète.
- Dans la série La Stratégie Ender d'Orson Scott Card, Saturne est l'endroit où Mazer Rackham combat les Formics.
- Plusieurs séquences du 2312 de Kim Stanley Robinson se déroulent dans le système saturnien.

### Cinéma et télévision
- Star Trek .
  - " Demain sera hier " (1967). Sean Jeffrey Christopher est mentionné comme ayant dirigé la première "sonde Terre-Saturne".
  - " The First Duty" (1992), Star Trek: La Nouvelle Génération. Le Starfleet Academy Flight Range est situé à proximité de Saturne, avec un centre d'évacuation d'urgence sur Mimas.
  - Star Trek (2009), film. L'équipage de l'USS Enterprise se cache derrière Titan, utilisant le champ magnétique de Saturne comme bouclier.
- Saturn 3, est un film se déroulant sur l'un des satellites de Saturne.
- L'épisode "Blitzkrieg" de The Super Dimension Fortress Macross (1982 – 1983) se déroule dans les anneaux de Saturne, où le SDF-1 engage les forces ennemies extraterrestres Zentraedi. Le début de l'adaptation cinématographique Macross, le firm se déroule également près de la lune Titan et des anneaux de Saturne.
- Megas XLR (2004), série télévisée d'animation. Le personnage principal Coop Cooplowski crée accidentellement un grand vide dans les anneaux de Saturne.
- Dans WALL-E, le personnage principal passe sa main à travers la glace des anneaux de Saturne, accroché à un vaisseau spatial.

### Jeux vidéo
- Dans System Shock (1994), la station spatiale Citadel est en orbite autour de Saturne.
- Dans Mega Man V, un Stardroid est nommé Saturn.
- Dans le jeu XGRA: Extreme-G Racing Association (2003), deux circuits de course sont sur un astéroïde en orbite autour de Saturne. Sur les sections extérieures, Saturne est clairement visible.
- Dans le RPG Final Fantasy VII, le système d'anneaux de Saturne est détruit par Sephiroth lors de la bataille finale[1].
- Dans Dead Space 2, le décor du jeu est une grande station spatiale connue sous le nom de «The Sprawl», qui orbite autour de Saturne.